# Stóra Dímun
Stóra Dímun is een eiland in de Faeröer met een oppervlakte van 2,5 km². Het eiland wordt soms ook gewoon Dímun genoemd. Het eiland is via het water enkel toegankelijk gedurende periodes van helder en rustig weer. Tweemaal wekelijks landt er een helikopter uit Vágar op het eiland. Voor 1920 waren er ruïnes van een oude kerk te vinden maar deze zijn er vandaag niet meer. Er zijn twee bergtoppen op Stóra Dímun: Høgoyggj (395 meter) en Klettarnir (308 meter).
Het eiland had ooit meer inwoners maar tegenwoordig wonen er nog slechts twee gezinnen die samen zeven personen tellen.
De aanwezige kinderen krijgen les van diverse leraren die bij toerbuurt van een week op het eiland wonen en les geven in het speciaal gebouwde schooltje. Op 30 januari 2014 bezocht Floortje Dessing in het BNNVARA-programma Floortje naar het einde van de wereld de familie Dímun, waar het eiland naar vernoemd is. Zij runnen een schapenboerderij en de opbrengst van het vlees is de belangrijkste inkomstenbron. Ook worden er rapen verbouwd op het eiland. Naast de inkomsten van de schapen is er in de zomermaanden enig toerisme op Stóra Dímun. 
De Færeyinga saga speelde zich gedeeltelijk af op Stóra Dímun.
Borðoy · Eysturoy · Fugloy · Hestur · Kalsoy · Koltur · Kunoy · Lítla Dímun · Mykines · Nólsoy · Sandoy · Skúvoy · Stóra Dímun · Streymoy · Suðuroy · Svínoy · Vágar · Viðoy